# Uruguay en la Copa Mundial de Fútbol de 1954
La selección de Uruguay fue una de las 16 participantes de la Copa Mundial de Fútbol de 1954, que se realizó en Suiza.

## Indumentaria
Este certamen será la última vez que Uruguay presentará números rojos en su espalda.

## Clasificación
Uruguay no necesitaba la clasificación ya que era campeón defensor, por haber ganado la Copa Mundial de Fútbol de 1950.

## Plantel
Los datos corresponden a situación previo al inicio del torneo:
| #  | Nombre                   | Posición       | Edad | Club           |
| -- | ------------------------ | -------------- | ---- | -------------- |
| 1  | Roque Gastón Máspoli     | Guardameta     | 36   | Peñarol        |
| 2  | José Santamaría          | Defensa        | 24   | Nacional       |
| 3  | William Martínez         | Defensa        | 26   | Rampla Juniors |
| 4  | Víctor Rodríguez Andrade | Defensa        | 27   | Peñarol        |
| 5  | Obdulio Varela           | Centrocampista | 36   | Peñarol        |
| 6  | Roberto Leopardi         | Centrocampista | 20   | Nacional       |
| 7  | Julio César Abbadie      | Delantero      | 23   | Peñarol        |
| 8  | Juan Eduardo Hohberg     | Delantero      | 24   | Peñarol        |
| 9  | Óscar Míguez             | Delantero      | 26   | Peñarol        |
| 10 | Juan Alberto Schiaffino  | Delantero      | 28   | Peñarol        |
| 11 | Carlos Borges            | Delantero      | 22   | Peñarol        |
| 12 | Julio Maceiras           | Guardameta     | 28   | Danubio        |
| 13 | Mirto Davoine            | Defensa        | 21   | Peñarol        |
| 14 | Eusebio Tejera           | Defensa        | 32   | Defensor       |
| 15 | Urbano Rivera            | Centrocampista | 27   | Danubio        |
| 16 | Néstor Carballo          | Centrocampista | 25   | Nacional       |
| 17 | Luis Alberto Cruz        | Centrocampista | 29   | Nacional       |
| 18 | Rafael Souto             | Delantero      | 23   | Nacional       |
| 19 | Javier Ambrois           | Delantero      | 22   | Nacional       |
| 20 | Omar Méndez              | Delantero      | 19   | Nacional       |
| 21 | Julio Pérez              | Delantero      | 28   | Nacional       |
| 22 | Luis Ernesto Castro      | Delantero      | 32   | Defensor       |
| DT | Juan López Fontana       |                |      |                |

## Participación
La selección de Uruguay integró el grupo 3 en la primera fase junto a tres seleccionados europeos. Clasificó a los cuartos de final sin necesidad de disputar el tercer partido por el grupo. Luego de derrotar a Inglaterra se enfrentó a Hungría por las semifinales, perdiendo en la prórroga, siendo ésta la primera derrota uruguaya en mundiales. Finalmente cayó frente a la selección de Austria en el partido por el tercer puesto.

### Primera fase

#### Grupo 3
| Equipo         | Pts | PJ | PG | PE | PP | GF | GC | Dif |
| -------------- | --- | -- | -- | -- | -- | -- | -- | --- |
| Uruguay        | 4   | 2  | 2  | 0  | 0  | 9  | 0  | 9   |
| Austria        | 4   | 2  | 2  | 0  | 0  | 6  | 0  | 6   |
| Checoslovaquia | 0   | 2  | 0  | 0  | 2  | 0  | 7  | -7  |
| Escocia        | 0   | 2  | 0  | 0  | 2  | 0  | 8  | -8  |

| 16 de junio de 1954, 18:00 | Uruguay                     | 2:0 (0:0) | Checoslovaquia | Wankdorfstadion, Berna                                                |                                                                       |
|                            | Míguez 71' · Schaiffino 84' | Reporte   |                | Asistencia: 20.500 espectadores Árbitro(s): Arthur Ellis (Inglaterra) | Asistencia: 20.500 espectadores Árbitro(s): Arthur Ellis (Inglaterra) |

| 19 de junio de 1954, 16:50 | Uruguay                                                   | 7:0 (2:0) | Escocia | St. Jakob Park, Basilea                                                 |                                                                         |
|                            | Borges 17', 47', 57' · Míguez 30', 83' · Abaddie 54', 85' | Reporte   |         | Asistencia: 43.000 espectadores Árbitro(s): Vincenzo Orlandini (Italia) | Asistencia: 43.000 espectadores Árbitro(s): Vincenzo Orlandini (Italia) |

### Cuartos de final
| 26 de junio de 1954, 17:00 | Uruguay                                               | 4:2 (2:1) | Inglaterra                 | St. Jakob Park, Basilea                                             |                                                                     |
|                            | Borges 5' · Varela 39' · Schiaffino 46' · Ambrois 78' | Reporte   | Lofthouse 16' · Finney 67' | Asistencia: 35.000 espectadores Árbitro(s): Erich Steiner (Austria) | Asistencia: 35.000 espectadores Árbitro(s): Erich Steiner (Austria) |

### Semifinales
| 30 de junio de 1954, 18:00 | Hungría                                        | 4:2 (1:0, 2:2) | Uruguay          | Stade de La Pontaise, Lausana                                        |                                                                      |
|                            | Czibor 12' · Hidegkuti 47' · Kocsis 109', 116' | Reporte        | Hohberg 75', 86' | Asistencia: 37.000 espectadores Árbitro(s): Mervyn Griffiths (Gales) | Asistencia: 37.000 espectadores Árbitro(s): Mervyn Griffiths (Gales) |

### Tercer lugar
| 3 de julio de 1954, 17:00 | Austria                                             | 3:1 (1:1) | Uruguay     | Hardturm-Stadion, Zúrich                                            |                                                                     |
|                           | Stojaspal 16' (pen.) · Cruz 59' (a.g.) · Ocwirk 79' | Reporte   | Hohberg 22' | Asistencia: 35.000 espectadores Árbitro(s): Raymon Wyssling (Suiza) | Asistencia: 35.000 espectadores Árbitro(s): Raymon Wyssling (Suiza) |